# Yamamoto Tamesaburō
Yamamoto Tamesaburō (japanisch 山本 為三郎; geboren 24. April 1893 in Osaka; gestorben 4. Februar 1966 in Tokio) war ein erfolgreicher japanischer Unternehmer und Kunstmäzen. Er wurde „Bierkönig“ (ビール王) und „Hotelkönig“ (ホテル王) genannt.

## Leben und Wirken
Yamamoto Tamesaburō übernahm 1909, im Alter von 17 Jahren, die Glasfabrik seines Vaters und schloss einen Flaschenliefervertrag mit „Teikoku Mineral Springs“ (帝国鉱泉, Teikoku kōsui) ab. Als 1914 der Erste Weltkrieg begann und die Kosten für Flaschen stiegen, ging er in die Vereinigten Staaten, um halbautomatische Flaschenherstellungsmaschinen zu kaufen. Er kehrte 1917 nach Japan zurück und gründete nun ein Unternehmen zur Flaschenherstellung. 1921 fusionierte das Unternehmen mit „Teikoku Kōsen“ (帝国鉱泉) und „Kafuto Beer“ (加富登麦酒), womit es zur Gründung von „Nippon Beer Kosen“ (日本麦酒鉱泉会社) kam. Unter Nezu Kaichirō übernahm er die Position des Geschäftsführers.
1949 wurden das „Shin-Osaka Hotel“ (新大阪ホテル) und „Dai Nippon Beer“ (大日本麦酒) aufgrund der Anwendung des Gesetzes zur Beseitigung übermäßiger Konzentration wirtschaftlicher Macht aufgeteilt, wobei er Präsident der nun Asahi Beer genannten Brauerei wurde. Seitdem war er gleichzeitig als leitender Angestellter in mehreren Unternehmen tätig, so 1955 Geschäftsführer des Tokyo Symphony Orchestra. Er war auch Mitglied des „Central Liquor Council“ (中央酒類審議会, Chūō shurui shingikai).
In den Nachkriegsjahren verhalf Yamamoto seinen Bekannten, darunter dem jüdischen Theaterdirektor Awsay Strok, Musikern wie J. Heifetz im Theater „Shūrakukan“ (聚楽館) in Kōbe und dem Opernsänger F. I. Schaljapin zu Auftritten in Japan. Er war Förderer der Volkskunst. Er verstarb unerwartet im Alter von 73 Jahren.